# Stenodyneriellus nigriculus
Stenodyneriellus nigriculus är en stekelart som beskrevs av Giordani Soika 1995. Stenodyneriellus nigriculus ingår i släktet Stenodyneriellus och familjen Eumenidae. Inga underarter finns listade i Catalogue of Life.